# Dieta dels pobles de la tundra

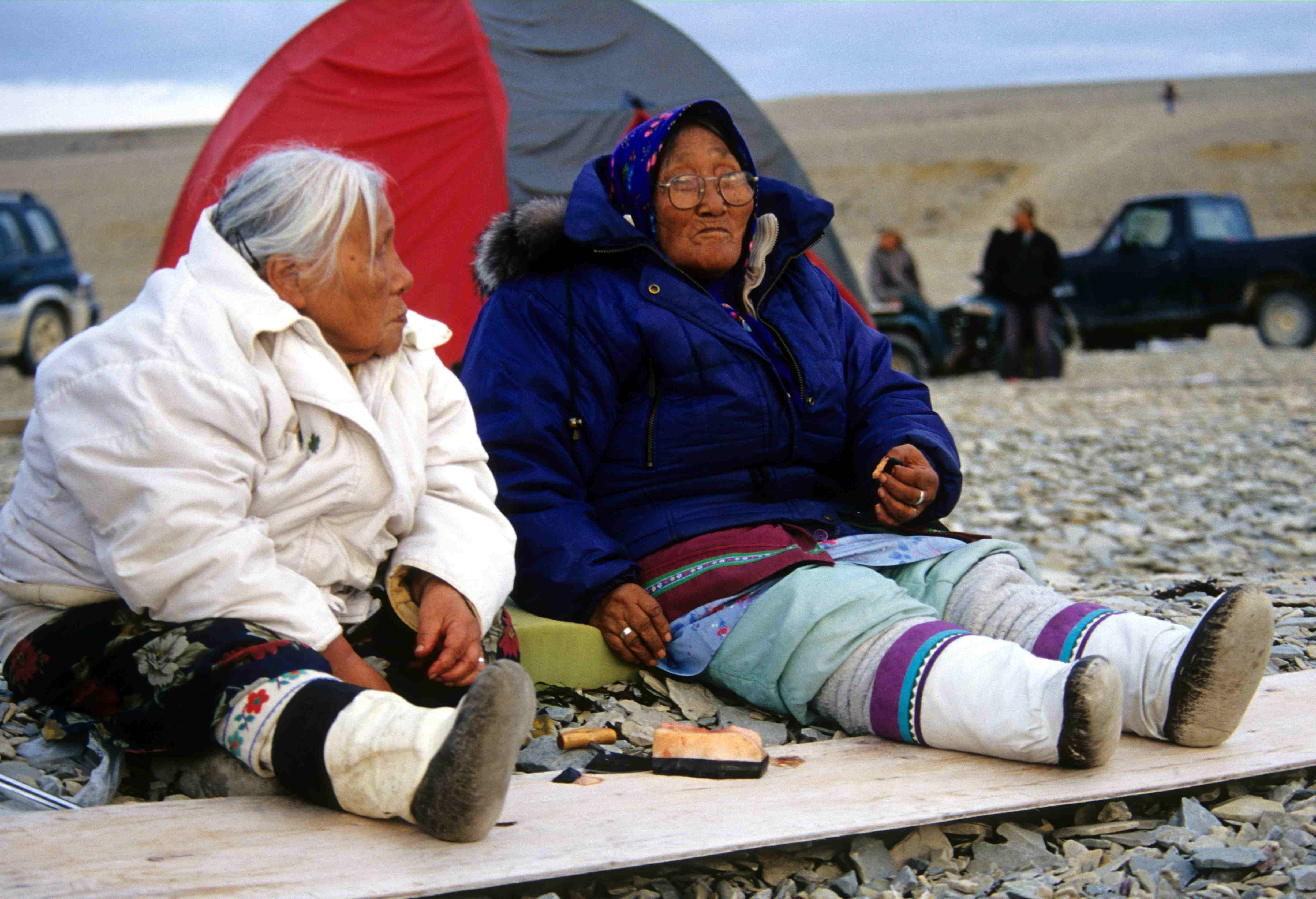
Ancians Inuit menjant Maktaaq (pell glaçada de balena amb el seu greix).

Els pobles que tradicionalment han habitat el bioma de la tundra àrtica: Inuit, Txuktxis, samis i les altres ètnies, consumeixen aliments que cacen, pesquen i recullen localment. Algunes ètnies, però no pas totes, disposen dels ramats domesticats o semidomesticats de rens. La dieta està bàsicament centrada en la carn i el peix, incloent-hi morses, foques, belugues, os polar, petits fruits i altres vegetals. Segons Edmund Searles en el seu article "Alimentació i la formació d'una moderna identitat entre els Inuit", els inuit consumeixen aquest tipus de dieta basada en la carn perquè la consideren més adequada per mantenir el cos calent, fort, en bona forma física i és més saludable.

## Dieta tradicional
Necessitat de Vitamina C: Gran part dels hàbits alimentaris del pobles de l'extrem nord terrestre (que podien semblar insòlits als ull dels habitants d'altres biomes més temperats) estaven basats a ingerir una adequada quantitat d'aliments amb aquesta vitamina. Per això menjaven (almenys en part) la carn crua i seleccionaven per a ser consumits determinats vegetals de la tundra.
Els txuktxis han fet un ús extensiu de les plantes de la tundra i les recollien en grans quantitats però no han practicat l'agricultura. Pel que fa als inuits, l'ús de plantes varia i els que vivien més al nord pràcticament no les utilitzaven i en gran part només les ingerien quan les prenien en la forma (parcialment fermentada i predigerida) continguda en l'estómac (rumen) dels rens o els bous mequers. A l'altre extrem, les poblacions inuit al sud de Grenlàndia, Labrador, i oest i sud d'Alaska el consum de vegetals era habitual i important.
És notable que els primers exploradors europeus cercaven i consumien plantes àrtiques diferents a les preferides pels nadius. Per exemple per combatre l'escorbut els occidentals recollien la brassicàcia del gènere Cochlearia i com a petits fruits preferien Vaccinium vitis-idaea i Vaccinium uliginosum mentre que els aborígens ignoraven aquestes espècies i apreciaven els fruits del gènere Empetrum.
Entre els antics habitants de la tundra la preferència per determinades plantes no estava regida per la seva abundància, per exemple recullen els salzes nans que es troben d'una manera esparsa i en canvi resulta ser la planta més rica en vitamina C. En el cas del rizoma de Polygonum viviparum els Txuktxi el recullen immediatament després de la fosa de la neu i abans que la planta tregui noves fulles i això els representava un gran esforç